# 加布里埃尔·夸德里
加布里埃尔·夸德里·德拉托雷（西班牙語：Gabriel Ricardo Quadri de la Torre，1954年8月4日—） 是一位墨西哥政治人物、自由市场环境保护论者，以及新联盟党成员。他代表新联盟党参与了2012年总统选举。